# 有味耳霉
有味耳霉（学名：Conidiobolus osmodes）是属于虫霉目新月霉科耳霉属的一种真菌，寄生在毛蠓等昆虫上。该种分布于中国、以色列、澳大利亚、美国、法国、波兰等地。